# Centruroides balsasensis
El alacrán rayado o del Balsas (Centruroides balsasensis)  es una especie de escorpión de la familia Buthidae. Esta especie fue descrita por Ponce y Francke en 2004. El nombre “Centruroides” proviene de la composición de las palabras griegas kentron la cual significa aguijón y oura que significa cola mientras que “balsasensis” proviene del lugar donde fue hallada la especie.

## Clasificación y descripción de la especie
El color de su carapacho es amarillo ocre, con un par de franjas oscuras, las cuales corren de manera paralela a lo largo del cuerpo. En la región de los “ojos” se halla una coloración negra. El cuerpo es delgado y alargado, así como la cola y las pinzas, siendo esta una característica importante a observar. En la base del aguijón se observa un tubérculo muy marcado, a manera de muesca, el aguijón en si es curveado, semejando una media luna. Su tamaño es mediano, alcanzando tallas cercanas a los 7 cm. Es considerada una especie de importancia médica, porque es peligrosa para los seres humanos, por lo que cualquier incidente relacionado con picaduras debe ser atendido inmediatamente en los centros de salud.

## Distribución de la especie
Especie endémica de México, se encuentra en la zona conocida como Depresión del Balsas, en los estados de Morelos, Guerrero, México y Michoacán.

## Ambiente terrestre
Se le halla en altitudes menores a los 1400 m s. n. m., donde el tipo de vegetación dominante es la selva baja caducifolia, es de hábitos nocturnos, por lo que durante el día se refugia bajo piedras grandes y troncos.

## Estado de conservación
No se encuentra dentro de ninguna categoría de riesgo en las normas nacionales e internacionales, esto debido en gran medida al poco conocimiento que se tiene sobre la especie. 

## Importancia cultural y usos
Ornamental